# 山田広野
山田広野（やまだ ひろの、1973年 - ）は、福島県出身の活動弁士、映画監督。様々な挑戦を行い、自らの活動・作品を「ネオ活弁」と称する。

## 作品
- 『レズビアンシティ新宿』
- 『バサラ人間』
- 恋する日曜日 セカンドシリーズ『ハロー・グッバイ』
- 『山田広野のサバイバルビーチ』

## その他
- TVゲーム・ジェネレーション ～8bitの魂～（スカパー! MONDO21）
- ゲーム・ジェネレーションX ～8bitの魂～（DVD）
- 西寺実『あゝ無情』（ミュージックビデオ出演）

## 著書
- 山田広野の活弁半生劇場─活弁映画監督のつくりかた ポット出版  2009/3/14